# リザ・イスキエルド
リザ・イスキエルド（Lisa Izquierdo、女性、1994年8月29日 - ）はドイツの元バレーボール選手。現役時代のポジションはアウトサイドヒッター。元ドイツ代表。

## 来歴
シュタースフルト出身。父はキューバ人、母がドイツ人の娘として生まれた。
- クラブチーム

2012年にドレスナーSCに入団し、バレーボール選手としてのキャリアをスタートさせる。2013/14シーズンから2015/16シーズンにかけてのドイツブンデスリーガでリーグ3連覇を果たした。2015年と2016年の欧州チャンピオンズリーグでベスト8となった。2016/17シーズンはトルコリーグのAnakent Spor Kulübüでプレーした。2017/18シーズンはルーマニアリーグのCS Volei Alba-Blajと契約するも、膝の怪我によりドイツに戻り手術をした。2018/19シーズンはドイツのNawaRo Straubingでプレーし、2019/20シーズンをもって引退した。
- 代表チーム

2013年、ドイツ代表に初選出される。同年のヨーロッパリーグで代表デビューした。同年9月の欧州選手権で銀メダルを獲得した。

## 球歴
- 欧州選手権 - 2013年
- ワールドグランプリ - 2013年

## 所属クラブ
- ドレスナーSC（2012-2016年）
- Anakent Spor Kulübü（2016-2017年）
- CS Volei Alba-Blaj（2017-2018年）
- NawaRo Straubing（2018-2020年）